# Enzo Bianco
Enzo Bianco, talijanski svećenik salezijanac, studirao je teologiju na Salezijanskom papinskom sveučilištu u Rimu i novinarstvo na Učilištu za sredstva društvenog komuniciranja (Katoličko sveučilište). Predavao je pastoralnu komunikaciju na Salezijanskom učilištu u Torinu. U nakladničkoj kući Elle Di Ci vodi odjel izdavačke djelatnosti za odrasle i uređuje biblioteku »Novi svijet«. Poznatija djela: Nuovo Dizionario di pensieri citabili, Migliorate te vostre riunioni, Accogliere la Parola. Na hrvatski jezik prevedeni su Lectio divina, Takav je bio don Bosco i dr.